# Tu Youyou
Tu Youyou, 屠呦呦, född 30 december 1930 i Yin härad i Zhejiang-provinsen, är en kinesisk forskare.
Den 10 december 2015 tilldelades hon Nobelpriset i fysiologi eller medicin för sina upptäckter rörande en ny terapi mot malaria. Hon tilldelades halva prissumman, den andra halvan gick till William C. Campbell och Satoshi Ōmura. Tu Youyou upptäckte artemisinin och dihydroartemisinin, läkemedel som avsevärt minskat dödligheten i malaria. För samma upptäckt tilldelades hon 2011 Laskerpriset.
Tu tog 1955 examen vid Institutionen för farmaci vid Pekings medicinska universitet. Mellan 1965 och 1978 arbetade hon som biträdande professor vid Kinas akademi för traditionell inhemsk medicin. Mellan 1979 och 1984 var hon lektor och 1985 blev hon professor där. Sedan år 2000 är Tu Youyou chefsprofessor vid Kinas akademi för traditionell inhemsk medicin.